# Никодим І Єрусалимський
Патріарх Никодим (грец. Πατριάρχης Νικόδημος ο Α'; у світі - Ніколаос Цінцоніс, грец. Νικόλαος Τσιντσώνης; 1828, Константинополь — 1910, Халки, Османська імперія) - єпископ Єрусалимської православної церкви; 135-й Патріарх граду Єрусалиму та всієї Палестини (1883-1890).

## Біографія
Народився 18 (30) листопада 1828 року у Константинополі, у православній грецькій сім'ї.
Початкову освіту здобув у школі при Константинопольській патріархії, а пізніше закінчив Богословську школу на острові Халки. Працював учителем в одній із православних шкіл Єрусалима, а незабаром посвячений у сан диякона (через рік зведений із сан протодиакона).
У 1859 році був зведений в гідність архімандрита, а в 1860 отримав почесне призначення керівника маєтками Святогробського братства в Бессарабії. Добре володів російською мовою і листувався з багатьма високопосадовцями в Санкт-Петербурзі.
У 1872 був відкликаний до Єрусалиму, де призначений великим драгоманом Єрусалимської патріархії. При протистоянні греків і арабів, що розгорілося, був відряджений патріархом Єрусалимським Прокопієм II в Акру для замирення ворогуючих сторін.
У 1877 році був відряджений до Москви на посаду настоятеля Єрусалимського обійстя та представника Єрусалимського патріарха в Росії. Митрополит Новгородський і Санкт-Петербурзький Ісидор (Микільський) очолив його хіротонію на єпископа Фаворського.
4 серпня 1883 отримав повідомлення з Єрусалиму про заочне обрання його на кафедру патріарха Єрусалимського.
Вступивши на престол, він почав боротися з католицькою і протестантською місіонерською діяльністю, що активізувалася в Палестині, і досяг успіху в цьому, утримавши багатьох зі своєї пастви в лоні Православ'я, і навіть звернувши деяких католиків і протестантів.
У 1885 році розпочав огляд території всієї Палестини. Після повернення до Єрусалиму, клопотав перед османським урядом про приєднання святинь, що перебувають у володінні мусульман, до володінь православних.
За період свого предстоятельства збудував і відновив значну кількість храмів та монастирів, майже вдвічі збільшив кількість народних шкіл.

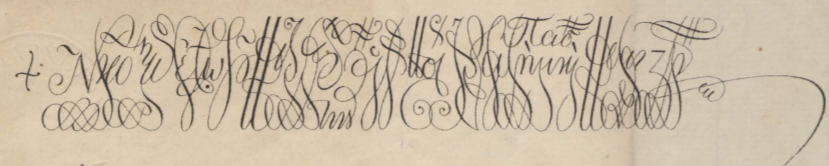
Пібпис Єрусалимського патріарха Никодима І (1889 р.)

30 липня 1890 року залишив свою посаду і пішов на спокій на острів Халки. До смерті отримував пенсію від Єрусалимської патріархії (близько 5 тисяч рублів на рік) і таку ж суму з Росії (на підставі указу Імператора Олександра III з його власних коштів). Від пенсії у вигляді 50 лір (близько 450 рублів) щомісяця, запропонованої від імені султана, відмовився.
Помер 5 (18) лютого 1910 року на острові Халки.